# Касли
Касли (рус. Касли) град је у Русији у Чељабинској области. Према попису становништва из 2010. у граду је живело 16969 становника.

## Становништво
| 1939.  | 1959.  | 1970.  | 1979.  | 1989.  | 2002.  | 2010.  |
| ------ | ------ | ------ | ------ | ------ | ------ | ------ |
| 21.280 | 21.837 | 20.672 | 21.166 | 21.530 | 19.091 | 16.969 |